# Anna Oxa
Anna Oxa, all'anagrafe Anna Hoxha (Bari, 28 aprile 1961), è una cantante e conduttrice televisiva italiana con cittadinanza albanese.
Nella sua carriera ha pubblicato 23 album in studio e venduto 20 milioni di dischi in tutto il mondo, collaborando con artisti come Fausto Leali, Ivano Fossati, Lucio Dalla, Amedeo Minghi, Rino Gaetano, Giorgio Gaber, Mario Lavezzi e Roberto Vecchioni. Ha reinterpretato anche brani di Claudio Baglioni, Francesco De Gregori, Fabio Concato e Lucio Battisti, oltre a cover di artisti internazionali come Patti Smith e John Lennon.
Ha partecipato per quindici volte al Festival di Sanremo, risultandone vincitrice in due occasioni: la prima nel 1989, con Ti lascerò in duetto con Fausto Leali, e la seconda dieci anni dopo, da solista con Senza pietà. Ha sfiorato la vittoria anche nelle edizioni 1978 (Un'emozione da poco, seconda dietro i Matia Bazar, prima nella categoria solisti) e 1997 (Storie, seconda dietro ai Jalisse). 
Parallelamente alla carriera discografica, ha avuto anche saltuarie esperienze come conduttrice televisiva, presentando i varietà RAI del sabato sera Fantastico 9 con Enrico Montesano e Fantastico 10 con Massimo Ranieri, il Festival di Sanremo 1994 con Pippo Baudo e Cannelle, e altre trasmissioni.

## Biografia

### Gioventù
Nata a Bari il 28 aprile del 1961 da padre albanese originario di Kruja, Qazim Hoxha, e da madre italiana, Elena Piccininno, ha trascorso l'infanzia e l'adolescenza nel quartiere barese di San Pasquale. Si è diplomata al "Liceo artistico Giuseppe De Nittis" di Bari.
Ha iniziato a esibirsi, già da bambina, nei pianobar della sua città, con l'accompagnamento al pianoforte del maestro barese Sabino Sciannelli, mentre a 15 anni ha inciso il suo primo 45 giri, per l'etichetta barese C&M, contenente il brano Fiorellin del prato, scritto da Mario Panzeri, Vittorio Mascheroni e Alfredo Clerici trentasei anni prima.

### Anni settanta

Lo stile punk della sedicenne Oxa nel 1978

Il 26 gennaio 1978 ha debuttato, prodotta da Ivano Fossati, al Festival di Sanremo, cantando Un'emozione da poco, brano scritto per lei dallo stesso Fossati insieme al bassista Guido Guglielminetti: si presenta vestita da punk, con un look androgino creato per lei da Ivan Cattaneo. Si è classificata seconda, dopo aver conquistato il primo posto della categoria «Interpreti».
Lo stesso anno pubblica l'album d'esordio, Oxanna, e il singolo Un'emozione da poco, uno dei brani più noti del suo repertorio insieme con altre canzoni come È tutto un attimo, Donna con te, Quando nasce un amore, Senza di me, Storie, Senza pietà, Tutti i brividi del mondo e Ti lascerò.
Il 45 giri con lato A Un'emozione da poco e con lato B Questa è vita (cover di Livin' Thing degli Electric Light Orchestra), tratto dall'album Oxanna, ha raggiunto subito la vetta della classifica italiana e raggiunto la quattordicesima posizione della classifica di fine anno nel 1978. Dato il successo, ne sono state prodotte delle versioni per il mercato estero (tra cui quello spagnolo e tedesco).
Quell'estate ha partecipato al Festivalbar, con Fatelo con me (anche questa scritta da Ivano Fossati), di cui esistono una versione integrale più lunga, poi inclusa nel suo primo 33 giri, e una versione sfumata più breve, spesso inserita nelle compilation per motivi di spazio. Questo singolo, il 45 giri Fatelo con me / Pelle di serpente, ha ottenuto un discreto successo ed è stato estratto, come il precedente, da Oxanna, il primo album dell'artista.
In questo periodo ha iniziato a collaborare con Lucio Dalla e l'amico Rino Gaetano (due duetti con quest'ultimo sono stati pubblicati nel 2008, in un cofanetto dedicato al cantautore scomparso). In seguito è uscito il singolo Il pagliaccio azzurro (cover in italiano di Till It Shines di Bob Seger), che ha lanciato il secondo album dell'artista, semplicemente intitolato Anna Oxa, uscito nel 1979 per la RCA Italiana.

Oxa esegue il suo primo singolo, Un'emozione da poco, al Festival di Sanremo 1978

Anche questo secondo album è stato apprezzato dal pubblico, in particolare per il 45 giri Il pagliaccio azzurro / La sonnambula, che ha raggiunto la ventunesima posizione della classifica italiana. All'interno dell'Lp è presente anche una cover in lingua italiana di Because the Night di Patti Smith. L'album è stato promosso con la partecipazione della Oxa come protagonista del film musicale Maschio, femmina, fiore, frutto, diretto da Ruggero Miti e uscito nel 1979. All'interno del film, ristampato in formato DVD nel 2008, la cantante si esibisce in tutti i pezzi del disco.

### Anni ottanta
Nel 1980 ha lanciato il singolo Controllo totale, cover di Total Control, canzone portata al successo internazionale da The Motels, contenuto nel Q-Disc omonimo, Controllo totale e nel 45 giri estratto, assieme a Metropolitana. Dopo il suo terzo album, l'artista ha lanciato nel 1981 un ultimo 45 giri firmato dalla RCA Italiana, Toledo - Proprio tu, scritto per lei da Amedeo Minghi e Marco Luberti; quest'ultimo però si rivela un flop.
Infatti la cantante firmerà lo stesso anno un contratto con l'etichetta discografica CBS. La versione di "Toledo" che è inclusa nelle compilation e nelle raccolte della Sony Music non è altro che un provino, nel 45 giri originale il testo è diverso in alcuni punti, il take della cantante e l'arrangiamento è differente, il "tempo" è inferiore a quello del provino tant'è che la durata del brano originale è di 04:02 contro i 03:43 del provino. Nel 1982 è tornata per la seconda volta al Festival di Sanremo, completamente trasformata, con capelli biondi e un'immagine che già strizza l'occhio al look sexy che da allora la caratterizzerà per quasi un ventennio.
Al Festival ha presentato Io no, scritta da Mario Lavezzi e Oscar Avogadro, contenuta in un 45 giri assieme a Cammina e del quale è stato realizzato un video musicale. Il brano non ha convinto pienamente la CBS a permetterle di pubblicare un intero album. Nello stesso anno ha inciso un secondo 45 giri con la stessa casa discografica, Fammi ridere un po' / Ed Anna pensò, con il quale ha iniziato a convincere il pubblico nel suo nuovo modo di fare musica, lasciando quasi definitivamente la chiave rock.
Nel 1983, nonostante la bocciatura delle giurie selezionatrici le abbia precluso una nuova partecipazione al Festival con il brano Navigando, è uscito l'album Per sognare, per cantare, per ballare, che ha preso il titolo dal testo del brano di apertura, Hi-Fi, contenuto nel primo 45 giri estratto, assieme a Senza di me che avrà un buon riscontro di vendite e diventa nel tempo una delle più famose della Oxa. Senza di me, cover del brano "What About Me" dei Moving Pictures, è inoltre stata scelta come colonna sonora del film di Natale del 1983 di Carlo Vanzina.
Nel 1984, sempre prodotta da Lavezzi, ha pubblicato l'album La mia corsa e ha partecipato al Festival di Sanremo, per la terza volta, interpretando Non scendo. Dall'album sono stati estratti due 45 giri: il primo, Non scendo / Primo amore come stai, lanciato con la partecipazione al Festival, mentre un secondo è stato, Eclissi totale / Tornerai: con il primo pezzo ha contribuito a far vincere, insieme ad altri colleghi di scuderia, la manifestazione Azzurro 1984. Nel 1985 è stata la volta della collaborazione con Roberto Vecchioni, con la presentazione di A lei a Sanremo (a cui prende parte per la quarta volta, la seconda consecutivamente) e l'uscita, subito dopo, dell'album Oxa.
Dalla collaborazione con Vecchioni sono nati alcuni dei suoi più rappresentativi successi, come Parlami (anch'essa dal nuovo album), che l'ha portata ai vertici della manifestazione Azzurro ed è contenuta in un 45 giri estratto dall'album assieme a Piccola piccola fantasia, non inclusa nel disco. Mentre il long playing contiene anche Capelli d'argento, il primo dei due brani dedicati al padre nel corso della sua carriera, entrambi i singoli estratti, A lei e Parlami, presentano il medesimo lato B inedito, Piccola piccola fantasia, caratterizzato da un testo piuttosto ardito, considerato inadatto a far parte del 33 giri.
Sono stati realizzati due videoclip per altri due pezzi tratti da questo disco: Digli e Colori. Nel 1986 ha partecipato per la quinta volta (la terza consecutiva) al Festival di Sanremo, con È tutto un attimo, diventato uno dei suoi più grandi successi, tratta dall'album omonimo. Ha interpretato il brano dal vivo, in virtù del nuovo regolamento, lasciando il segno sia con la performance strettamente vocale e provocando scandalo a causa dell'ombelico in mostra. Durante l'estate partecipa al Festivalbar con L'ultima città (sempre dall'album È tutto un attimo).

Oxa ed Enrico Montesano durante le prove del programma TV Fantastico 9 da loro condotto nella stagione 1988-1989

L'LP contiene anche Aspettando Qazim, il secondo dei due brani dedicati al padre, e si chiude con Anna Goodbye (uno dei quattro brani inediti che contengono il suo nome nel titolo - ma inciderà anche una cover di Anna verrà di Pino Daniele, negli anni 1990). Dall'album è stato estratto un 45 giri con i pezzi È tutto un attimo / Tenera immagine. A distanza di anni È tutto un attimo è uno degli album più apprezzati della Oxa; ne sono state fatte parecchie ristampe e si trova facilmente nei negozi di dischi. Nel 1988, ancora a Sanremo (a cui prende parte per la sesta volta), ha presentato Quando nasce un amore, inserito nell'album Pensami per te, uno dei suoi lavori fondamentali, segnato da un cambio di produzione (a Lavezzi subentrano infatti Piero Cassano e Adelio Cogliati), il primo lavoro a uscire anche in CD.
Il disco contiene pezzi importanti e di grande successo come Oltre la montagna e Pensami per te. In quello stesso anno ha debuttato alla conduzione televisiva nello show televisivo del sabato sera Fantastico, affiancata da Enrico Montesano. Alla fine del 1988 è uscita la prima edizione della raccolta di successi intitolata Fantastica Oxa, che comprende, oltre a Navigando e Le tue ali (uno dei brani di punta dell'album La mia corsa) tutti i singoli del periodo CBS (eccetto Fammi ridere un po' , che comparirà per la prima volta, nonché in versione CD, soltanto nel 2007 nella raccolta della Sony BMG (facente parte di una collana dedicata ad artisti della stessa scuderia) intitolata Le più belle di..., insieme al suo lato B inedito, Ed Anna pensò, cronologicamente il primo brano della Oxa ad avere il suo nome di battesimo nel titolo), il medley di Un'emozione da poco/Pagliaccio azzurro (unico retaggio del periodo RCA), la chicca (originariamente tratta da un album del cantautore Giangilberto Monti pubblicato nel 1982 e intitolato Guardie e Ladri) Gino, le parole e l'interpretazione di Caruso di Lucio Dalla, che per la prima volta la vede cimentarsi con l'impegnativo repertorio dei cantautori, che poi celebrerà, qualche anno più tardi, con due interi album.

#### Sanremo '89: la vittoria con Fausto Leali
La raccolta ottiene ottimo successo, tanto da comparire nella classifica degli album più venduti dell'anno. Nel 1989, alla sua settima partecipazione, ha vinto il Festival di Sanremo in coppia con Fausto Leali, con il brano Ti lascerò. I due rappresenteranno anche l'Italia all'Eurovision Song Contest, con un altro duetto, Avrei voluto, classificandosi al nono posto. Le collaborazioni di Anna Oxa e Fausto Leali sono state inserite in due 45 giri ognuno riportante la versione strumentale e quella cantata. Poco dopo è stata pubblicata la ristampa di Fantastica Oxa, con l'aggiunta del trionfo sanremese e senza Le tue ali.

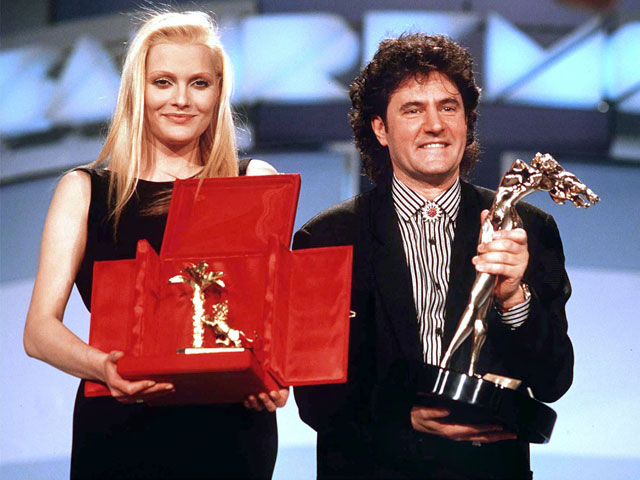
Oxa e Fausto Leali premiati come vincitori del Festival di Sanremo 1989 con Ti lascerò

Avrei voluto è stata invece inserita nell'album successivo, Tutti i brividi del mondo, uscito poco prima dell'estate del 1989, che ha raggiunto la seconda posizione della classifica italiana e risultato il trentaduesimo più venduto in Italia in quell'anno. Il lavoro è stato promosso, oltre che dalla title track, in una serie di concerti assieme allo storico gruppo musicale dei New Trolls, con il cui batterista, Gianni Belleno, la Oxa, in crisi con Franco Ciani, ha iniziato una relazione, ufficializzata solo tempo dopo. Sempre nello stesso anno ha condotto nuovamente Fantastico, assieme a Massimo Ranieri, Giancarlo Magalli, Alessandra Martines e Nino Frassica.

### Anni novanta
Nel 1990 ha partecipato per l'ottava volta al Festival calcando il palco del Palafiori, con Donna con te, brano inizialmente assegnato a Patty Pravo la quale optò per non interpretare il pezzo solo all'ultimo momento. Il brano sanremese, oltre che in singolo 45 giri con la versione strumentale, è stato incluso nel suo primo lavoro live, il doppio album Oxa - Live con i New Trolls. L'album, per lo più incentrato sul recente Tutti i brividi del mondo, ha visto la cantante e il gruppo alternarsi sul palco, ciascuno con i propri cavalli di battaglia.
Tranne Senza di me, È tutto un attimo e Quando nasce un amore, eseguite per intero, gli altri singoli e brani sanremesi della Oxa sono stati riproposti in un unico medley, comprendente anche alcuni successi del gruppo, in chiusura di concerto. L'album dal vivo raggiunge la vetta delle classifiche tanto da comparire nella classifica degli album più venduti dell'anno. Il singolo Donna con te ha ottenuto un buon successo, raggiungendo la settima posizione della classifica dei singoli italiana. Nel 1992, dopo aver dato alla luce la prima figlia, Francesca, ha pubblicato Di questa vita, album contenente pezzi scritti da Gianni Belleno su testi di Fabrizio Berlincioni e uscito dopo due anni di silenzio e completo ritiro dalle scene, che ottiene anche un buon successo di classifica.
Dall'album è stato estratto il singolo Mezzo angolo di cielo, inciso in 45 giri e del quale è stato realizzato il videoclip, che visto il successo è stato pubblicato anche in versione remix in formato 45 giri e maxi. L'album è il primo a uscire per l'etichetta Columbia Records, dopo il fallimento della CBS, rilevata dal colosso Sony. Nello stesso anno ha condotto poi su TMC la trasmissione Viaggio al centro della musica. Nel 1994 ha partecipato nuovamente al Festival di Sanremo, stavolta nelle vesti di conduttrice, accanto a Pippo Baudo e Cannelle.

Oxa con Pippo Baudo, conduttori del Festival di Sanremo 1994

In questo periodo (1993-1994) sono stati pubblicati ben due album di cover di brani scritti dai maggiori cantautori italiani, tra i quali Pino Daniele, Fabrizio De André e Claudio Baglioni, da lei reinterpretati, il primo intitolato Cantautori e il secondo intitolato Canta Autori; ottenendo grande riscontro nelle vendite. Sempre nel 1993 è uscito un altro album, intitolato Do di petto, contenente invece i suoi brani più noti, completamente riarrangiati, senza dimenticare un altro classico, Ancora di Eduardo De Crescenzo, che apre il disco. Lo spettacolo per promuovere questo nuovo lavoro è stato portato nei più importanti teatri d'Italia, tra cui il Teatro Sistina di Roma, ricevendo riscontri entusiastici, tanto più che Anna Oxa è reduce da una delicata operazione alle corde vocali. Questo lavoro è culminato con l'uscita, nel 1995, di una VHS intitolata Anna Oxa in concerto.
Nel 1996 è uscito l'album Anna non si lascia, disco trainato dal singolo Spot, con il quale ha partecipato al Festivalbar 1996. L'album dai sapori ricercati entra comunque nella top100 delle vendite di dischi dell'anno. Altro brano di punta è Anna non si lascia, brano che ha dato il titolo all'album contenente anche molti brani presentati in varie trasmissioni televisive come Seia e Bianca luna. Nel 1997 ha partecipato per la nona volta, dopo sette anni di assenza, al Festival di Sanremo piazzandosi al secondo posto con il brano Storie. Contemporaneamente è uscita l'omonima raccolta Storie - I miei più grandi successi, comprendente il brano sanremese e quasi tutti i brani più famosi del periodo CBS, diventata nel frattempo Columbia, non senza avere prima ristampato su CD gli album incisi tra 1983 e 1986.
L'album è risultato tra i più venduti di quella stagione e ha raggiunto la settima posizione in classifica; del disco esiste anche una versione destinata ai mercati di lingua iberica, intitolata Historias. Nel 1998 è stata scartata alle selezioni del Festival di Sanremo, alle quali ha presentato il brano Chissà. La sua unica apparizione televisiva in questa stagione è stata nel programma di Canale 5. Una madre di nome Teresa, trasmessa a settembre, nella quale, oltre a interpretare l'Ave Maria di Gounod, ha rivestito nuovamente il ruolo di conduttrice in un collegamento da Tirana.

#### La seconda vittoria a Sanremo

Oxa esegue Senza pietà al Festival di Sanremo 1999, dove ottenne la sua seconda vittoria nella kermesse.

L'anno successivo è stata ammessa nuovamente tra i partecipanti della manifestazione presentando il brano Senza pietà, risultando vincitrice del Festival di Sanremo 1999; nell'occasione la cantante fece parlare anche per l'audace look portato sul palco dell'Ariston, firmato da Tom Ford per Gucci e caratterizzato da intimo a vista. Il brano è tratto dall'album omonimo Senza pietà, che ha raggiunto la settima posizione della classifica italiana degli album. Durante l'estate è stato pubblicato un nuovo singolo, Camminando camminando, duetto con il cantante e attore portoricano Chayanne, con cui ha partecipato al Festivalbar 1999. Il singolo è stato realizzato anche in una versione in lingua spagnola per il mercato estero, intitolata Caminando caminando e inclusa come ultimo brano dell'album, edito in Spagna con il titolo Sin compassion.
Si tratta del primo long playing di inediti pubblicato direttamente dalla major Sony BMG, che, rilevando la RCA, ha acquisito tutti i diritti anche sulle prime incisioni della cantante. La Sony BMG, oltre a ristampare su compact disc i primi tre lavori dell'artista (i due album Oxanna e Anna Oxa, e il Q-Disc Controllo totale) separatamente, aveva già realizzato, l'anno prima dell'uscita di Senza pietà, nel 1998, anche un doppio CD intitolato Anna Oxa - Gli anni 70, con la chicca Questa è vita (lato B del primo 45 giri, Un'emozione da poco). Di fatto, è proprio questa versione deluxe, contenente anche un libretto con foto e testi, a costituire il primo prodotto pubblicato direttamente dalla major, anche se si tratta soltanto di una raccolta, tra l'altro promossa soltanto dall'etichetta e non dalla diretta interessata.

### Anni 2000

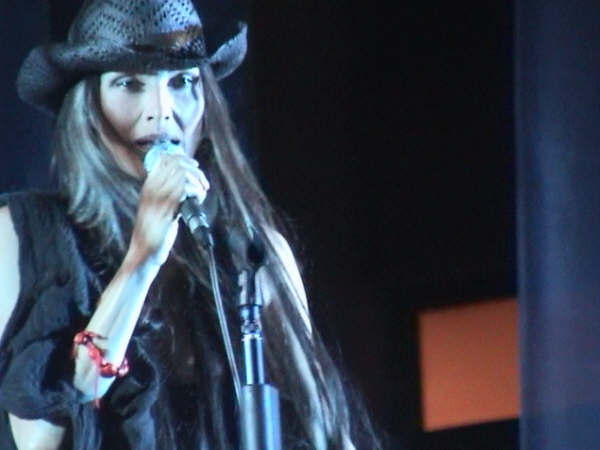
Oxa in concerto nel 2001

Nel 2001 è avvenuto un ennesimo cambio di look e musica con l'album L'eterno movimento caratterizzato da arrangiamenti dalle sonorità internazionali e variegate. La Oxa ha lanciato il singolo Io sarò con te prima di pubblicare il disco, mentre il secondo singolo estratto, L'eterno movimento, è stato presentato al Festival di Sanremo 2001. L'album è entrato nelle classifiche italiane pur non raggiungendo i risultati dei precedenti, raggiungendo la ventiseiesima posizione.
Nel settembre dello stesso anno ha presentato con Giorgio Panariello lo spettacolo Torno sabato, occupandosi anche di interventi canori.
Allo spettacolo fa eco l'uscita di un nuovo album Collezione, contenente l'inedito La panchina e il New York Times, riproponendo, oltre a Tutti i brividi del mondo del 1989, tutti i successi posteriori all'uscita delle due raccolte precedenti, nonché due vecchi pezzi in versione dal vivo. È stata sposata dal 1999 al 2002 con Behgjet Pacolli, divenuto poi nel febbraio 2011 presidente del Kosovo, elezione però ritenuta anticostituzionale.

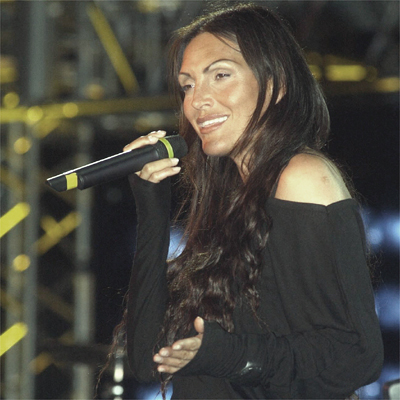
Oxa al Festivalbar 2003

Nel 2003 è la volta di Cambierò, brano di lancio dell'album Ho un sogno, con cui ha iniziato una nuova epoca musicale, che la vede in veste di cantautrice e le vale il Premio Lunezia come miglior autrice femminile dell'anno. La presentazione di Cambierò al Festival di Sanremo ha portato a dodici le sue partecipazioni alla manifestazione canora ligure. L'album risulta essere uno dei più venduti del festival tanto che, dopo poche settimane, otterrà il disco d'oro. Durante l'estate ha preso parte invece al Festivalbar con la canzone Il muro.
Nel 2004 è stata impegnata nel tour teatrale al fianco di Fabio Concato, caratterizzato dalla particolarità che vede i due cantanti interpretare per lo più le medesime canzoni, dell'una e dell'altro, ciascuno a suo modo, ottenendo grande successo di pubblico e critica, tanto che la casa discografica ha pubblicato una raccolta doppia, intitolata Mie, che la cantante non promuove però direttamente. Da questa tournée è stato pubblicato un cd singolo contenente la versione dal vivo e la versione strumentale del brano In trattoria di Concato, interpretata con lui in duetto.
Dopo un tour dalle atmosfere prettamente etniche e spirituali, nel 2006 ha partecipato per la tredicesima volta al Festival di Sanremo con il brano Processo a me stessa, che nel testo porta la firma di Pasquale Panella con arrangiamenti in bilico tra opera e musica dal vivo. In contemporanea è stato pubblicato l'album dal vivo intitolato La musica è niente se tu non hai vissuto, pubblicato dalla EMI, contenente anche il brano sanremese e la title track, che ha raggiunto la ventinovesima posizione della classifica italiana. Il disco contiene due ulteriori inediti incisi live: The Dance e Trans-form-açaò, e riceve dopo poco il Festival il disco d'oro per le vendite.

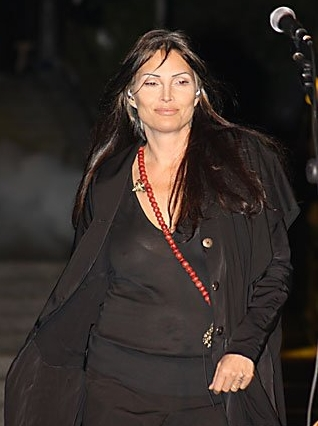
Oxa nel 2008

In seguito ha vissuto un periodo di forte ricerca spirituale e musicale culminato in spettacoli, nelle chiese d'Italia, incentrati sulla sua voce come strumento, al di là di ogni barriera linguistica e stilistica. Un viaggio nelle diverse espressioni ed epoche musicali, che comprende brani sacri del Medioevo, brani in sanscrito antico, mantra tibetani, momenti africani; e decise volontariamente di lasciare le scene televisive. Oltre che alle tappe dei suoi tour, ha presenziato il 21 giugno 2009 alla manifestazione Amiche per l'Abruzzo, concerto evento allo stadio San Siro di Milano in favore delle vittime del Terremoto dell'Aquila del 2009. Ha partecipato all'iniziativa benefica, ideata da Laura Pausini, ma ha vietato l'inclusione della sua performance nel DVD per questione di problemi di audio e volume della musica.

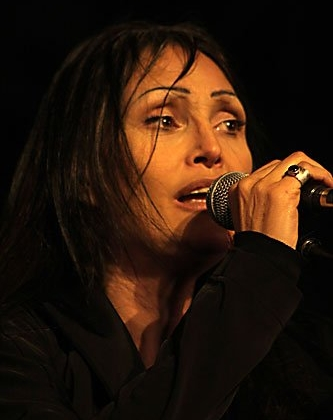
Anna Oxa in concerto nel 2009

### Anni 2010, il ritorno in televisione e al grande successo
Il 2010 ha segnato l'ennesima svolta artistica: Adele Di Palma si è occupata del ritorno sulle scene dell'artista, che il 15 marzo 2010 è apparsa in televisione come ospite nel talent show Amici di Maria De Filippi, annunciando il suo nuovo album dal sound pop-inglese e duettando con la concorrente leccese Emma Marrone in Quando nasce un amore. Il ritorno della cantante ha smosso le case discografiche, tanto che nel corso di quell'anno sono uscite sul mercato nuove raccolte, box cd e la ristampa dell'album del 1990.
La Oxa è salita sul palco del Festival Gaber il 24 luglio 2010 a Viareggio assieme ad altri noti artisti della musica italiana, per rendere omaggio al cantautore Giorgio Gaber, con il quale nel 1993 ha inciso il brano Si può. Il 20 agosto 2010 è stato lanciato il nuovo singolo Tutto l'amore intorno, con la partecipazione vocale a fine pezzo di Ivano Fossati, che ne è anche l'autore, nella programmazione radiofonica. Il 28 settembre 2010 è uscito Proxima, l'album del ritorno con inediti d'autore e con produzione indipendente (etichetta Cose di Musica e suoni coscienti). Alla realizzazione del disco hanno partecipato autori come Pacifico, Francesco Bianconi, Paolo Enrico Archetti Maestri e Mara Redegheri. La prima performance avviene sul palco di X-Factor 4 con Tutto l'amore intorno ed è diretta da Luca Tommassini. Il disco ha raggiunto la seconda posizione della classifica italiana degli album.
È partito il 1º novembre 2010 il Proxima tour, che ha toccato tutte le principali città italiane in noti teatri. L'11 novembre è stato poi lanciato in radio il secondo singolo estratto da Proxima, Scarpe con suole di vento. Nel dicembre successivo è stata ufficializzata la sua partecipazione al Festival di Sanremo 2011 con il brano La mia anima d'uomo. Nella serata dedicata all'Unità d'Italia, l'artista si è esibita in una versione internazionale di O sole mio. In occasione della partecipazione a Sanremo è stata pubblicata una riedizione di Proxima contenente il nuovo brano, la sua versione di O sole mio e In the Sunlight, versione inglese di Dopo la neve.
Dopo qualche altra data in concerto, l'artista si è impegnata a portare in giro per l'Italia dei seminari da lei stessa tenuti, dal titolo L'evoluzione del suono tra mente, colore e materia, accompagnata dalla ricercatrice Fiorella Rustici, lo stilista Giovanni Cavagna e l'elaboratore del suono Roberto Pacco. Negli ultimi mesi del 2011 viene reso noto che Anna riprende a collaborare per nuovi progetti col M° Marco Falagiani, col quale aveva collaborato per gli arrangiamenti dei suoi tour dal 1999 al 2004 e per la produzione dell'album Ho un sogno.

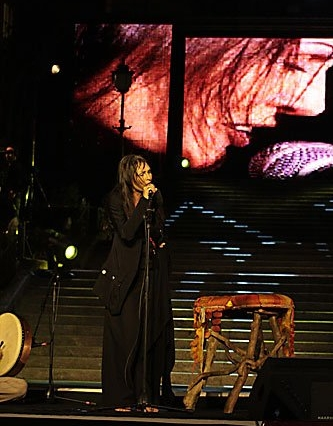
Anna Oxa nel 2013 in concerto in una data del suo nuovo tuor I Grandi successi in Tour

Anna Oxa e Mithos Agency tornano a collaborare, dopo i grandi successi sanremesi e televisivi degli anni 1990 e dei primi anni 2000 compreso Torno sabato; ciò sancisce la rottura definitiva con Adele di Palma e la rappresentazione manageriale di Anna da parte di Gianni Strano e il suo staff. Intanto il 6 marzo 2013 è partito dal Teatro Verdi di Montecatini Terme I Grandi successi in tour, dove la cantante si esibirà in 30 grandi successi della sua carriera in versione originale, portando questo tour in giro per l'Italia per tutta l'estate.
Dopo questi concerti invernali ed estivi, accetta l'invito di Milly Carlucci a partecipare in gara alla nona edizione del talent show di Rai 1 Ballando con le stelle e dal 5 di ottobre del 2013, sotto la guida del ballerino professionista Samuel Peron, diventa una delle concorrenti: dopo poche settimane Anna Oxa si è ritirata dalla gara perché si è infortunata a una gamba.
A partire da maggio 2015 Anna Oxa riparte in versione unplugged con il tour Voce Acustica, accompagnata da tre musicisti. La cantante ripropone dal vivo il meglio del suo repertorio.
Da aprile 2016 fa parte della giuria della quindicesima edizione di Amici di Maria De Filippi, insieme a Loredana Bertè e Sabrina Ferilli, e nella puntata andata in diretta il 7 maggio presenta il suo inedito mai pubblicato titolato L'America non c'è.
A marzo del 2018 tramite i suoi social annuncia che tornerà ad esibirsi live in un tour estivo Voce Sorgente che toccherà tutta l’Italia, tour che continua anche nell'estate dell'anno successivo.
Nel dicembre 2019, è ospite d'onore del Festival europeo in Albania, dove ricanta il brano L'America non c'è.

### Anni 2020: il ritorno al Festival di Sanremo 2023
Nel dicembre 2020, sul canale albanese TV Klan, al termine di un'intervista, canta dal vivo l'inedito Primo cuore (Canto Nativo), che verrà pubblicato ufficialmente soltanto 3 anni dopo.
Il 18 dicembre 2021, è ospite nel programma di Claudio Baglioni, Uà - Uomo di varie età, su Canale 5.
Nel 2022 è tra i giudici del talent show europeo Io Talent Europe, condotto da Annalisa Minetti. Le puntate si sono svolte il 5, 6, 7 e 9 luglio 2022 a Londra. 
Il 4 dicembre 2022 è stata annunciata la sua partecipazione al Festival di Sanremo 2023.
Il ritorno dopo dodici anni di assenza la inserisce fra i cinque artisti italiani – insieme a Milva, Toto Cutugno, Peppino di Capri e Al Bano – con il maggior numero di presenze in gara nella kermesse canora (ben quindici).
Il 16 dicembre 2022 è ospite, insieme a tutti gli altri concorrenti del prossimo Festival di Sanremo, nell'ultima serata di Sanremo Giovani, per rivelare il titolo del brano con cui parteciperà a Sanremo 2023.
Si esibisce per prima nella prima serata del Festival, il 7 febbraio 2023, con il brano Sali (canto dell'anima), recante oltre la sua, le firme di Fio Zanotti, Kaballà e Francesco Bianconi, singolo che entra nella top 100 dei più venduti della FIMI, piazzandosi alla 43ª posizione, mentre nella serata dei duetti viene affiancata dal violoncellista albanese Iljard Shaba in una rivisitazione della sua celebre Un'emozione da poco, a quarantacinque anni dall'esordio sanremese, classificandosi poi venticinquesima nella serata finale.
Torna dopo anni a farsi intervistare in Rai il 21 febbraio 2023 in una puntata della trasmissione Belve, condotto da Francesca Fagnani; in tale occasione smentisce una presunta lite avvenuta dietro le quinte della kermesse sanremese con la cantante Madame.
Il 10 aprile viene pubblicato su tutte le piattaforme digitali il singolo Tre, contenente tre brani: Processo a me stessa, Primo Cuore (Canto Nativo) e Sali (canto dell'anima).
Nel mese di maggio comincia un nuovo tour Voce sorgente con tappe a Torino, Milano e Roma.
Nella primavera del 2024 annuncia un altro tour Voce sorgente con circa una decina di tappe tra giugno e settembre principalmente in Italia.

## Controversie
Nel 2013 sostenne che Fabio Fazio l'avesse selezionata per il Festival di Sanremo, per poi escluderla dopo un litigio politico; a ciò aggiunge l'invito all'astensione alle elezioni politiche successive. Anche al Festival di Sanremo 2021 sostiene di essere stata selezionata e poi sostituita con Orietta Berti, sempre secondo "preferenze".

## Vita privata
Si è sposata tre volte: la prima con il musicista Franco Ciani, la seconda con Behgjet Pacolli, imprenditore e politico kosovaro, la terza con Marco Sansonetti, una sua ex guardia del corpo. In tutti e tre i casi ha poi divorziato. Ha inoltre avuto una lunga storia con il batterista dei New Trolls, Gianni Belleno, da cui ha avuto entrambi i suoi figli, Francesca e Qazim.
È vegana.
Nel 2020 la cantante ottiene la cittadinanza albanese.

## Partecipazioni al Festival di Sanremo
Con quindici partecipazioni all’attivo, Anna Oxa è uno dei cinque artisti a vantare il primato di partecipazioni al Festival: insieme a lei troviamo infatti anche Milva, Peppino Di Capri, Al Bano e Toto Cutugno.
Queste in dettaglio le partecipazioni, con relativo piazzamento:
- 1978 – 2º posto con Un'emozione da poco
- 1982 – 10º posto con Io no
- 1984 – 7º posto con Non scendo
- 1985 – 7º posto con A lei
- 1986 – 5º posto con È tutto un attimo
- 1988 – 7º posto con Quando nasce un amore
- 1989 – 1º posto con Ti lascerò insieme a Fausto Leali
- 1990 – 4º posto con Donna con te
- 1997 – 2º posto con Storie
- 1999 – 1º posto con Senza pietà
- 2001 – 10º posto con L'eterno movimento
- 2003 – 14º posto con Cambierò
- 2006 – Non finalista con Processo a me stessa
- 2011 – Non finalista con La mia anima d'uomo
- 2023 – 25º posto con Sali (canto dell'anima)

## Premi e riconoscimenti
- 1978 - Secondo posto al "Festival di Sanremo" (Primo posto nella categoria "interpreti") Col brano "Un'emozione da poco"
- 1984 - Azzurro1984 Con il brano "Eclissi totale"
- 1985 - Azzurro1985 Con il brano "Parlami"
- 1989 - Primo posto al "Festival di Sanremo" col brano "Ti lascerò" in duetto con Fausto Leali.
- 1989 - Telegatto nella categoria "Personaggio televisivo rivelazione dell'anno".
- 1997 - Secondo posto al "Festival di Sanremo" Con il brano "Storie".
- 1999 - Primo posto al "Festival di Sanremo" con il brano "Senza pietà".
- 2003 - "Premio Lunezia" come: "Miglior autrice femminile dell'anno" per l'album "Ho un sogno"
- 2011 - Targa nella strada del Festival di Sanremo, in via Matteotti a Sanremo per il brano Ti lascerò, in duetto con Fausto Leali
- 2011 - Targa nella strada del Festival di Sanremo, in via Matteotti a Sanremo per il brano Senza pietà.

## Televisione
- Festival di Sanremo (Rai 1, 1978, 1982, 1984, 1985, 1986, 1988, 1989, 1990, 1994, 1997, 1999, 2001, 2003, 2006, 2011 e 2023)

Concorrente per 15 volte e nel 1994 co-conduttrice
- Festivalbar (Canale 5, 1978, 1980, 1982, 1983, 1984, 1985, 1986, 1988, 1989, 1992, 1993, 1996, 1997, 1999, 2001 e 2003)

Concorrente per 16 volte
- Un disco per l'estate (Rai 1 - Canale 5, 1978, 1979, 1980, 1981, 1986, 1996)

Concorrente per 5 volte e ospite nel 1986
- Stryx (Rete 2, 1978)
- Premiatissima (Canale 5, 1982-1983)
- Azzurro (Canale 5, 1983, 1984, 1985 e 1992) Concorrente per 3 volte e ospite nel 1985
- Diario di un LP (Rai 2, 1985)
- Fantastico (Rai 1, 1988-1990)
- Viaggio al centro della musica (Telemontecarlo, 1992-1993)
- Mai dire Gol (Italia 1, 17 marzo 1997)
- Una madre di nome Teresa (Canale 5, 1998)
- Torno sabato (Rai 1, 2000-2003)

Conduttrice nelle edizioni del 2001-2002. Ospite nel 2000 e nel 2003 nelle puntate del 29 gennaio 2000 e del 13 dicembre 2003
- Amici di Maria De Filippi  (Canale 5, 2010-2013-2016) Ospite nelle puntate del 15 marzo 2010 e del 20 aprile 2013. Giudice nella fase-serale nel 2016
- X Factor (Rai 2, 2010)

Ospite nella puntata del 28 settembre interpreta il nuovo singolo "Tutto l'amore intorno".
- Top of the Pops (Rai 2, 2010)

Ospite nella puntata del 2 ottobre - interpreta il singolo "Tutto l'amore intorno".
- Le invasioni barbariche (LA7, 2011)

Ospite nella puntata del 22 gennaio
- Tale e quale show (Rai 1, 2012)

Ospite nella puntata dell'11 maggio
- Verissimo (Canale 5, 2013-2015)

Ospite nelle puntate del 23 febbraio 2013 e del 2 maggio 2015
- Ballando con le stelle (Rai 1, 2013)
- Una voce per Padre Pio (Rai 1, 2014)

Interpreta "Quando nasce un amore" e "Ti lascerò".
- Live - Non è la d'Urso (Canale 5, 2020)

Ospite nella puntata del 19 gennaio
- Uà - Uomo di varie età (Canale 5, 2021)

Ospite nella puntata del 18 dicembre - duetta con Claudio Baglioni in "Heidi" e "Poster".
- Sanremo Giovani (Rai 1, 2022)

Ospite nell'ultima serata del 16 dicembre per rivelare il titolo del brano con cui parteciperà a Sanremo 2023.
- Belve (Rai 2, 2023)

Ospite nella puntata del 21 febbraio
- Domenica In (Rai 1, 2023)

Ospite nella puntata del 30 dicembre
- L'anno che verrà (Rai 1, 2024)

Ospite nella puntata del 31 dicembre da Reggio Calabria - interpreta i brani "Senza Pietà" - "Un'emozione da poco" - "Sali (canto dell'anima)".
- The Voice Senior (Rai 1, 2025)
- Una voce per Padre Pio (Rai 1, 2025)

Interpreta "Un'emozione da poco" e "Sali (Canto dell'anima)".

## Filmografia

### Cinema
- Maschio, femmina, fiore, frutto, regia di Ruggero Miti (1979)

## Autori per Anna Oxa
- Ivano Fossati
- Piero Cassano
- Rino Gaetano
- Roberto Vecchioni
- Amedeo Minghi
- Fabio Concato
- Mario Lavezzi
- Pasquale Panella
- Marco Luberti
- Pacifico
- Francesco Bianconi
- Paolo Enrico Archetti Maestri
- Mara Redegheri
- Danilo Amerio
- Franco Fasano
- Oscar Avogadro
- Sergio Bardotti
- Fabrizio Berlincioni
- Alberto Salerno
- Depsa
- Laurex
- Aldo Tagliapietra
- Massimiliano Pani
- Enrico Ruggeri
- Ron
- Giangilberto Monti
- Umberto Smaila
- Vittorio De Scalzi